# Rumänischer Eishockeypokal 1998/99
Der Rumänische Eishockeypokal, rumänisch Cupa României la Hochei pe gheață, wird seit 1969 ausgetragen.

## Teilnehmer und Modus
An der Austragung des Rumänischen Eishockeypokals im Jahr 1998 nahmen eine unbekannte Zahl Mannschaften der aktuellen Rumänischen Liga teil. Der Pokal wurde vor Saisonbeginn im August ausgespielt.

## Finale
|  | Steaua Bukarest | 2:1 | SC Miercurea Ciuc |  |

Damit hatte der Seriensieger Steaua Bukarest – wenn auch knapp – erneut gewonnen.